# ルノー・クウィッド
クウィッド（KWID）は、ルノーが製造・販売しているクロスオーバーSUV風のハッチバック型自動車である。 

## コンセプトカー

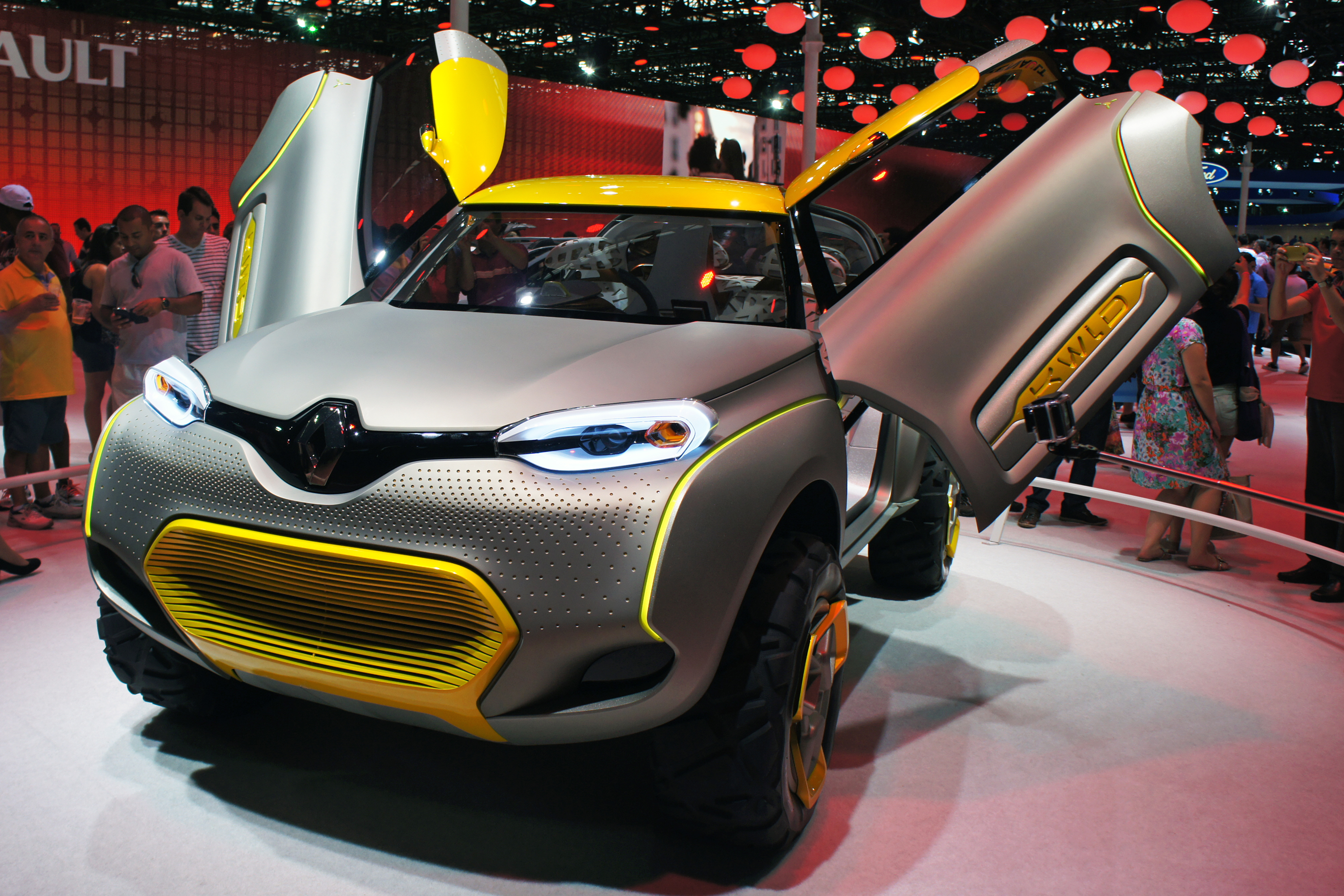
クウィッドコンセプト

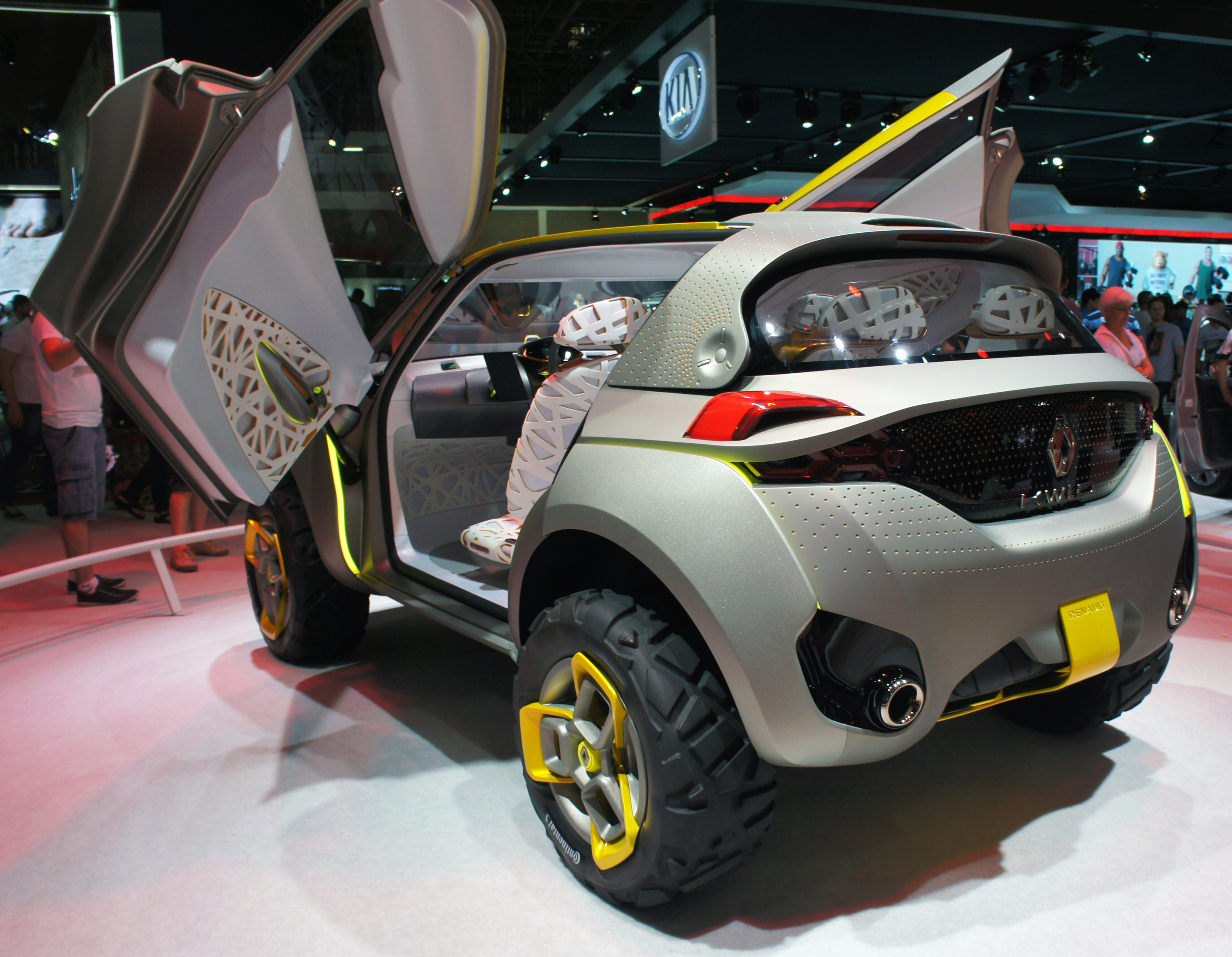
クウィッドコンセプトリア

2014年のインドでの自動車博覧会で発表。 エクステリアはSUVのようなデザインで、バタフライドアが採用されている。ルーフにはリモートで制御できるクアッドコプター （「フライヤーコンパニオン」と呼ばれる）が取り付けられ、渋滞の際に渋滞の原因を突き止めることができる。インテリアのデザインは鳥の巣からインスピレーションを得たもので、前席が3席、後席が2席となっている。

## 初代（2015年 - ）
クウィッドは、ルノーと日産によって共同で開発された新しいCMFプラットフォームに基づく最初の車である。ルノーが最初にインド市場向けに開発したエントリーレベルのクロスオーバーで   、 2015年5月20日にカルロス・ゴーンCEOによってチェンナイで公開され、成長著しいインドでスズキ・アルトをはじめとする他の小型車に競合するため投入された。車体はコンパクトながら最低地上高が180mmあり、インテリアは上質さを兼ね備えている。発売当初、エンジンは800ccの直列3気筒のみで、5速マニュアルトランスミッションを組み合わせる。発売されるグレードは「スタンダード」「RXE」「RXL」「RXT」の4種類。
2017年にはブラジル向けの生産が開始された。
2018年7月にフェイスリフトが実施される。 プリテンショナーのフロントシートベルト、2つのUSBソケット、リアアームレスト、新しいグリル、2つの新しいカラーリングなどの新機能を備えている。 
2回目のマイナーチェンジは、2019年10月に発表された。

### インドネシア
インドネシアでは2016年10月19日に発売された。

### ブラジル
2017年、インド向けなどから大幅に改良された仕様がブラジルにあるルノーの工場で生産が開始された。ブラジルのより厳しい規制に準拠するため、さまざまな構造補強材と4つのエアバッグが標準装備されており、インド版と比較して88kg重量が増加している。 このバージョンは、1.0L直列3気筒ガソリンエンジンのみが設定される  。 2019年5月にメキシコでの販売が開始された。 

### ルノー・シティK-ZE

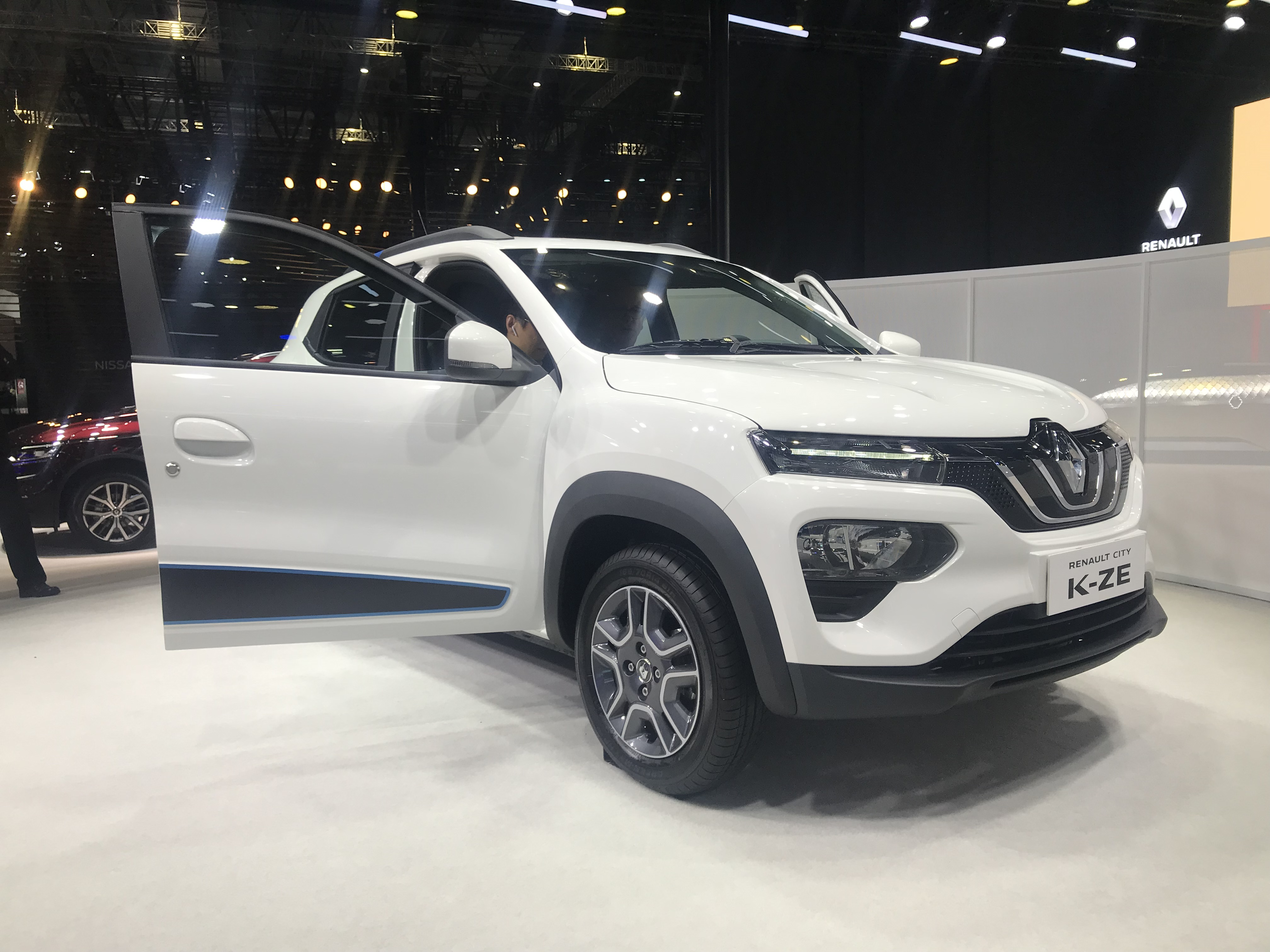
ルノーシティK-ZE

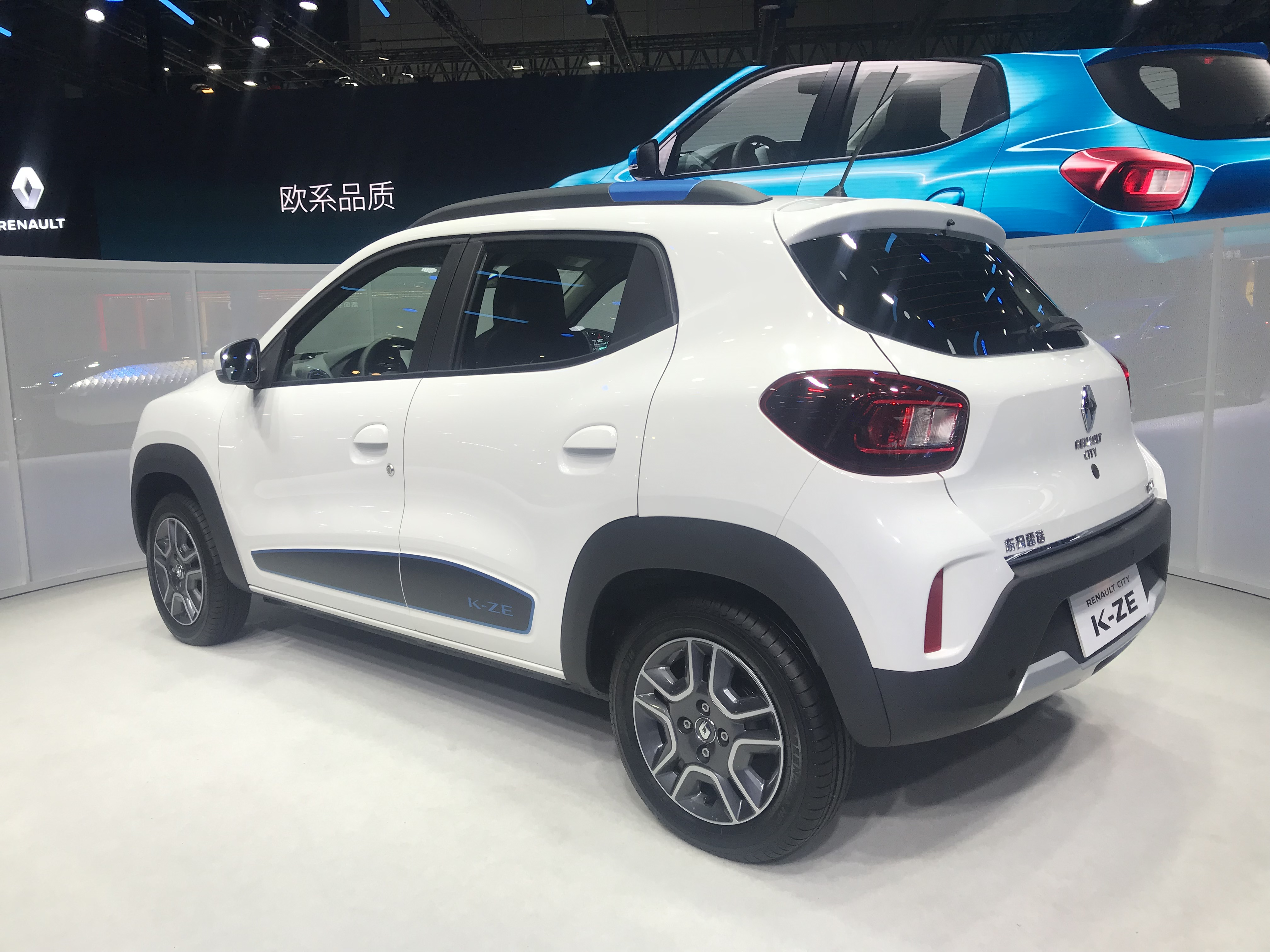
ルノーシティK-ZE

2018年のパリモーターショーで披露され、2019年9月10日に中国で発売された。 クウィッドをベースとした電気自動車であるシティK-ZEは、最高出力44ps、最大トルク125Nmを発生させるモーターを搭載。シティK-ZEはルノーの最小の電気自動車で、ルノー・ゾエの下に位置する。急速充電を利用すると50分でバッテリーを0%から80％まで充電できる。一方、普通充電の場合フル充電まで約4時間かかる。

### ヴェヌーシア・e30（2代目）
「ヴェヌーシア・e30」も参照

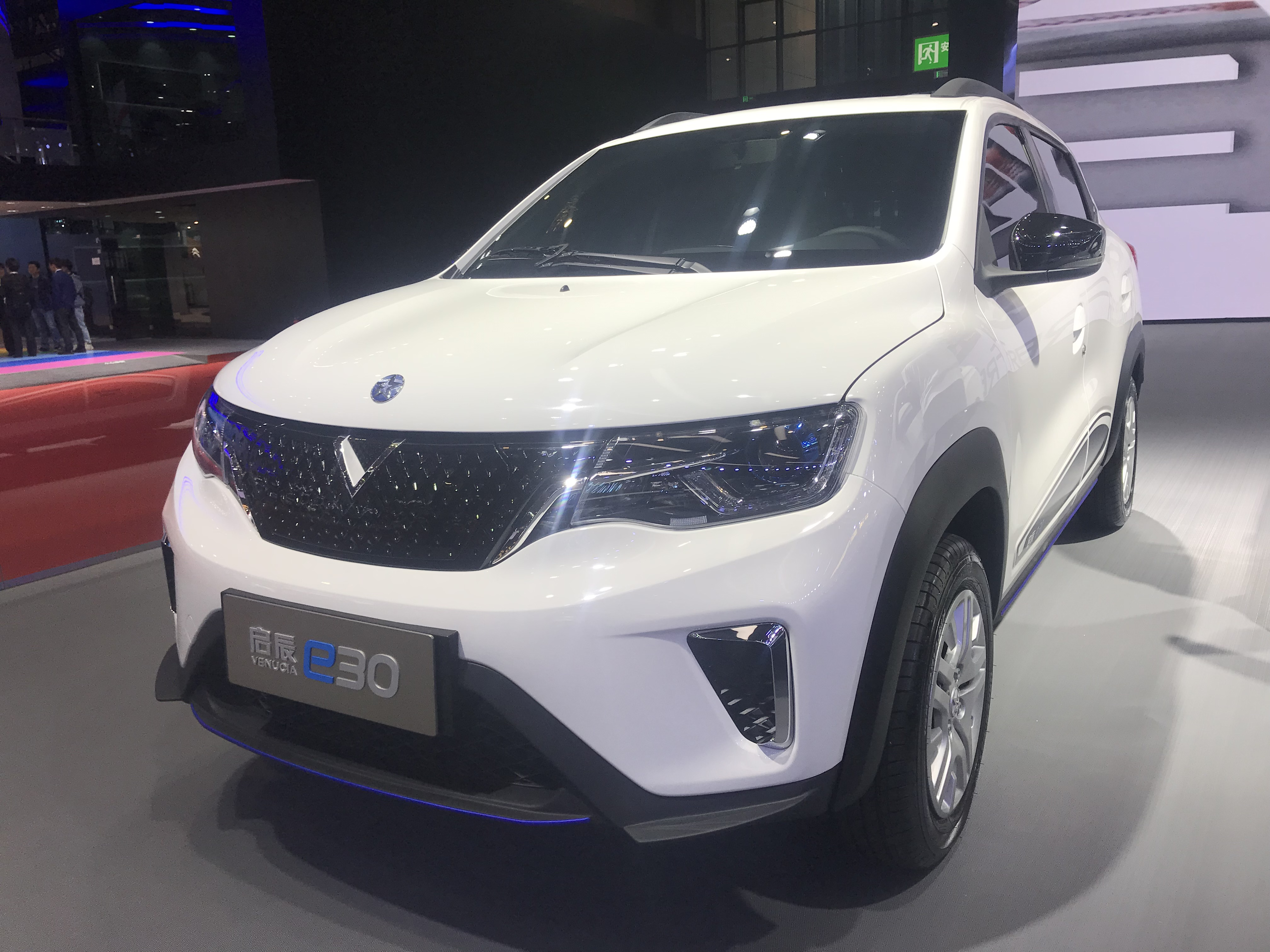
ヴェヌーシア e30

このモデルはシティK-ZEをベースに、東風啓辰が開発しヴェヌーシアブランドで販売する電気自動車である。 パワートレインなどはシティK-ZEと共通となっている。

### 風神・EX1

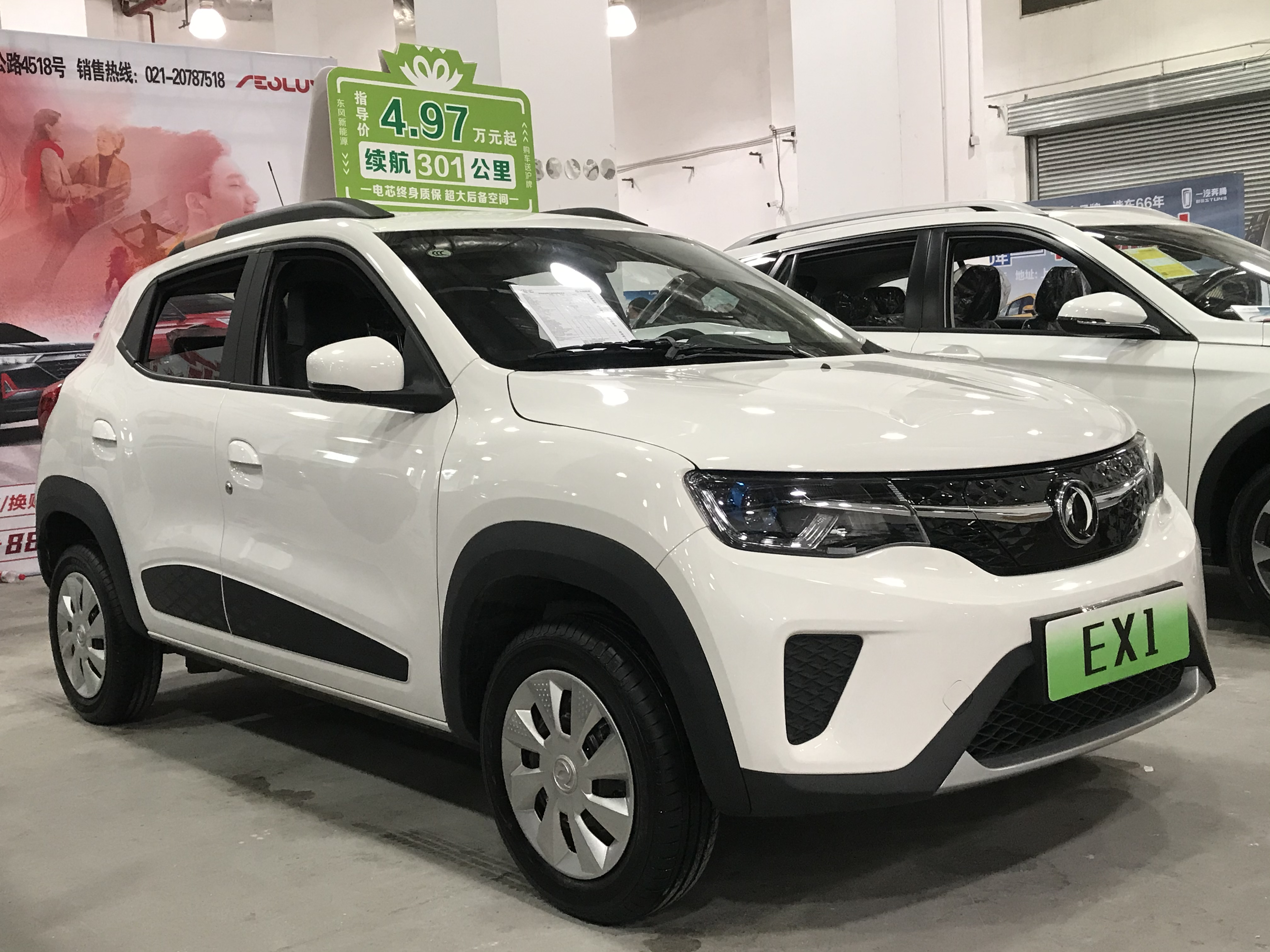
風神 EX1

シティK-ZEをベースにした電気自動車で、東風汽車の自社ブランドである風神（Aeolus）にてEX1として販売される。2019年の成都モーターショーにて発表。ほとんどがヴェヌーシアe30と共通で、最高出力44psのモーターを搭載している。

### ダチア・スプリング エレクトリック
シティK-ZEをベースとしたこのモデルはダチア初の電気自動車として発表され、カーシェアリングや商用バンとしての利用も想定されている。44psのモーターと26.8kWhのバッテリーを搭載した。